# Anagyrus emeljanovi
Anagyrus emeljanovi är en stekelart som beskrevs av Trjapitzin 1972. Anagyrus emeljanovi ingår i släktet Anagyrus och familjen sköldlussteklar.
Artens utbredningsområde är Kazakstan. Inga underarter finns listade i Catalogue of Life.